# André Michel (peintre)
Pour les articles homonymes, voir André Michel et Michel.
 (juin 2019).
Si vous disposez d'ouvrages ou d'articles de référence ou si vous connaissez des sites web de qualité traitant du thème abordé ici, merci de compléter l'article en donnant les références utiles à sa vérifiabilité et en les liant à la section « Notes et références ».
André Michel, né le 6 octobre 1900 à Paris et mort dans la même ville le 25 mars 1972, est un peintre, graveur, auteur et illustrateur français. Ancien élève de l’École des Beaux-Arts de Paris dans l’atelier d’Émile Renard, il est sociétaire du Salon d'automne de 1941 à 1950. Sa carrière repose sur des expositions individuelles et collectives et un important réseau de collectionneurs privés. Plusieurs de ses œuvres ont été acquises par la ville de Paris ou l’État.

## Biographie
André Agricol Michel est le fils d’Eugène Michel, employé de commerce et de Marie Cottard, employée du téléphone. Il est scolarisé à l’école publique Arago où il obtient le brevet simple. Il entre ensuite à l’École des Beaux-Arts de Paris dans l’atelier d’Émile Renard. Élève brillant, il bénéficie d’un sursis d’incorporation pour terminer ses études. Il effectue le service militaire de 1920 à 1922, rejoint la réserve d’active. Il est plusieurs fois réformé temporaire puis définitif, en 1930 et 1939, en raison d’un mauvais état de santé persistant.
André Michel épouse la peintre et illustratrice Raymonde Ducas en 1926. Le couple séjourne dans plusieurs communes de la Seine-et-Oise avant de se fixer dans un atelier-résidence de Montparnasse, au 40, rue Boissonade. À partir de 1935, ils alternent des séjours à Paris et dans leur maison de campagne près de Boissy-le-Sec.

## Carrière artistique
André Michel présente des œuvres au Salon d'automne de 1935 à 1950 - il en devient sociétaire en 1941 -, et au Salon des Tuileries en 1938. Des galeries l’accueillent pour des expositions individuelles ou collectives. Une fidélité s’installe avec la galerie André Maurice. Il entre dans les collections publiques en 1937 et bénéficie d’une importante clientèle de collectionneurs privés. Les Michel vivent de leur art, traversent les vicissitudes du marché au gré des crises économiques et politiques, de la guerre.
Toujours en quête d’harmonie et de simplification, André Michel n’enfourche aucun courant particulier. Il les observe. Il oscille entre la peinture, le dessin, l’illustration et même l’écriture. Il se rapproche de l’Opéra de Paris, dessine les étoiles, Serge Lifar et ses chorégraphies. Le Cercle Carpeaux soutient l’exposition, « La danse », de 1951. La presse commente : « C’est incontestablement un homme de goût et l’un des meilleurs analystes du foyer de l’Opéra actuel. » Il illustre le livre de Léandre Vaillat, La Danse à l’Opéra de Paris. Une nouvelle exposition consacrée à la danse a lieu en 1954 à la galerie André Maurice.
André Michel signe une synthèse originale des enseignements d'Émile Renard, Bonnard, Denis, Derain, Matisse, Carpeaux, Bourdelle, Maillol… Il accompagne d’un signe ses compagnons de route, Utrillo, Berjole, Lorjou, Jordan, Herscher ou Bezombes. C’est au groupe « Vie et couleur, cinq peintres » de la galerie Durand-Ruel (René Cottet, Robert Francolin, Henri Lanos, Pierre Le Mare, Maurice Mourlot) qu’il concède une marque d’appartenance dans les années 1960. Sa dernière exposition avec le groupe se tient en 1967. Il meurt brutalement en mars 1972, suivi par son épouse quatre mois plus tard.

## Homonymies
La redécouverte du fonds d’atelier d’André Michel et Raymonde Ducas et l’étude qui en a découlé, permettent désormais de les resituer dans le contexte de leur époque et de les prémunir d’homonymies réelles ou imaginaires. André Agricol Michel (1900-1972) ne doit pas être confondu avec André Michel, né en 1945, peintre « ethnographe des Amérindiens » travaillant au Canada, André Michel, peintre de la première École de Paris signant A. Michel ; André Michel (1853-1925), historien de l’art, membre de l’Institut , Andrée Michel peintre de paysages parisiens  et André Antoine Michel (dit, Trajan Saint Inès), né en 1902, dont l’œuvre est essentiellement littéraire. Raymonde Ducas ne doit pas être confondue avec Andrée Michel, peintre de paysages parisiens. Le Fonds Michel-Ducas est détenu par des propriétaires privés qui œuvrent au respect des droits des artistes.

## Expositions
- 1930 : exposition collective, galerie du Bon Marché.
- 1935 : Salon d'automne : Nu, peinture ; Portrait, peinture.
- 1936 : Salon d'automne : Nu, peinture.
- 1937 : Salon d'automne : Femme lisant, peinture.
- 1937 : Prix des Vikings à la galerie de Paris : deuxième place.
- 1938 : Salon de la Société Nationale des Beaux-Arts : Nu couché, peinture.
- 1938 : Salon des Tuileries, salle 29 avec Pierre Berjole (par affinité).
- 1938 : Salon d'automne : Jeune femme causant, peinture.
- 1941 : Salon d'automne (Sociétaire) : Personnages, peinture ; Personnage en noir, peinture ; Personnage en jaune, peinture ; Paysage, peinture.
- 1942 : Salon d'automne (Sociétaire) : Personnages, peinture.
- 1942 : exposition individuelle à la galerie Notre-Dame-des-Champs, 27 peintures et 5 dessins.
- 1943 : Salon d'automne (Sociétaire) : Nature morte, peinture ; Fleurs, peinture ; Personnage, peinture.
- 1944 : Salon d'automne (Sociétaire) : Gravures pour le « Centaure » de Maurice Guérin ; Peinture ((support non mentionné).
- 1945 : Salon d'automne (Sociétaire) : Nature morte, peinture ; Personnage, peinture ; Illustrations pour les « Élégies » de Chénier, Pointes sèches.
- 1945 : exposition collective à la galerie de Berri, « une sélection de petits tableaux » : Aujame, Beauchant, Bombois, Bonnard, Pierre Bordeaux, Borès, Boudin, Brayer, Cattiaux, Céria, Charchoune, Corneau, R. Dufy, Durey, Jean Eve, G. Ferrandier, Gauguin, Goerg, Ino, Lafon, Léger, Lhote, Luce, Marquet, Marzeille, Metzinger, R. Michau, Mouillot, André Michel, Picasso, Pissarro, Rouault, Schuffenecker, Signac, Sisley, A. Stevens, Terechkovitch, Utrillo, Valtat, Vuillard, Van Hasselt.
- 1946 : Salon d'automne (Sociétaire) : Femme en rouge, peinture ; Femme dormant (support non mentionné).
- 1946 : prix Bernheim-Jeune.
- 1947 : Salon d'automne (Sociétaire) : Personnages, peinture ; Fleurs, peinture ; Pointes sèches pour « Le Banquet d’Amour » de Platon, Gravures.
- 1948 : Salon d'automne (Sociétaire) : Personnages (support non mentionné).
- 1948 : exposition individuelle à la galerie Michalon, Paris.
- 1950 : Salon d'automne (Sociétaire) : Danseuses, peinture.
- 1951 : exposition individuelle, la Danse, galerie André Maurice, du 18 janvier eu 3 février, sous le patronage du Cercle Carpeaux.
- 1952 : exposition individuelle à la galerie André Maurice, Paris.
- 1954 : exposition individuelle, La Danse à l’Opéra, Scènes et personnages de ballets, galerie André Maurice, 140, boulevard Haussmann, Paris, 14 peintures et 16 dessins.
- 1954 : exposition individuelle à la galerie André Maurice, Marseille.
- 1960 : exposition individuelle à Nantes, organisée par la galerie Romanet, Paris.
- 1963,1965, 1967 : exposition collective, groupe « Vie et couleur, cinq peintres », galerie Durand-Ruel, Paris.
- 1978 : Exposition individuelle, Rétrospective, galerie Barbizon, Paris.

## Collections publiques
- 1937 : achat par l’État : Paysage, huile sur toile, 50 × 61 cm.
- 1941 : achat de l’État, Nature morte, huile sur toile, 46,5 X 38,5 cm.
- 1947 : achat par l’État : Portrait de femme, titre attribué La Liseuse, huile sur toile, 65 x 54 cm.
- 1948 : achat de l’État : La Seine au pont de la Jatte, huile sur toile, 61 x 50 cm.
- 1949 : entrée en collection au musée du Domaine départemental de Sceaux des achats de la Ville de Paris : Les Remparts et l’Église de Dourdan, fusain sur papier avec support carton, 48,7 x 37,5 cm ; Le Château du Guichet, Crayon et fusain sur papier bis avec support carton, 40 x 43,8 cm ; La Tour de Montlhéry, estampe, pointe sèche et eau-forte sur vélin, cuvette 20 x 27,5 cm.
- 1949 : entrée en collection BNF département des estampes : Danseurs prêts à entrer en scène, lithographie couleur, 1949 ; Avant le lever du rideau : Lac des cygnes, lithographie couleur.
- 1950 : entrée en collection BNF département des estampes : Valse des compagnes d’Aurore, lithographie couleur, 1950 ; Scène de « Divertissement », lithographie couleur, 1950.
- 1951 : Achat de l’État, Scène de ballet, huile sur bois, 46 x 27 cm, CNAP
- 1951 : entrée en collection BNF département des estampes, André Michel, Atelier de Maurice Utrillo, estampe, eau-forte, n°10/40 ; paysage avec un arbre (descriptif), pointe sèche ; femme au bouquet (descriptif), eau forte ; trois femmes nues (descriptif), pointe sèche ; femme se coiffant (descriptif), pointe sèche.
- 1952 : entrée en collection au Musée Domaine de Sceaux des achats de la ville de Paris : Église de Chatenay, Fusain sur papier, 36 x 50 cm ; Église de Linas et tour de Montlhéry, fusain sur papier beige, 38,2 x 37,5 cm.
- 1955 : achat par l’État Paysage de l’Île-de-France, huile sur toile, 38 x 61 cm.
- 1957 : achat par l’État, Les Toits de Paris, huile sur toile, 61 x 50 cm.
- 1957 : attribution par la Ville de Paris au musée du Domaine départemental de Sceaux, Utrillo dans son atelier au Vésinet, estampe, Eau forte sur vélin filigrané BFK de Rives, cuvette 19,8 x 27,8 cm, avec marges 32,8 x 50 cm, n°21/40.
- 1958 : achat de l’État, Le Port de Ciboure, 60 x 73 cm.
- 1958 : achat de l’État, Paris vu de Meudon, huile sur toile, 50 × 61 cm.

## Littérature de jeunesse
- Le Bâton de coudrier, texte et illustrations, éditions de l’Amitié G-T Rageot, Paris, 1945.
- Le Pin bossu, texte et illustrations, éditions et Publications françaises, Paris (sans date).
- Herbedouce, illustrations Raymonde DUCAS, éditions de l’Amitié, GT Rageot, Paris, 1947.

## Illustrations
- Jules Laforgue, Moralités légendaires, illustrations André Michel, éditions Littéraires de France, Paris, 1945.
- Maurice de Guérin, Le Centaure, suivi de La Bacchante, préface d’Edmond Pilon, Pointes sèches d’André Michel, éditions littéraires de France, Paris, 1945.
- André Chénier, Idylles et élégies, illustrations André Michel (pointes sèches), éditions de la Cité, Paris, 1945.
- Marc Elder, Le Peuple de la mer, illustrations André Michel, 32 dessins in-texte, 16 lithographies hors texte (atelier Mourlot frères), éditions Nationales, Paris, 1946, (réédition du prix Goncourt 1903).
- Platon, Le Banquet d’Amour, traduction Mario Meunier, illustrations André Michel, éditions Bernard Varin-Bernier, collection Les Trésors de l'Esprit, Paris, 1947.
- Pierre Louÿs, Les Chansons de Bilitis, illustrations André Michel, éditions LHS, Paris, 1947.
- Germaine Guillemot-Magitot, Petit chanteur, grand musicien, J. Haydn, illustrations André Michel, éditions de l’Amitié G-T Rageot, Paris, 1947.
- Prosper Mérimée, Colomba, eaux fortes couleur d’André Michel, éditions Rombaldi, Paris, 1949.
- Jacques Cazotte, Le Diable amoureux, illustrations André Michel, éditions Athéna, Paris, 1950.
- Léandre Vaillat, La Danse à l’Opéra de Paris, dessins d’André Michel, Maquette de décors et de costumes par Alexandre Benois, Charles Blanc, Yves Bonnat, Bouchène, Cassandre, Dignimont, Alice Halicka, Roger Wild, éditions Amiot-Dumont, Paris, 1951.
- Jacques Duret, Fanfan la Tulipe, illustrations André Michel, éditions BIAS Paris, 1953.
- Germaine Guillemot-Magitot, Joseph HAYDN, illustrations André Michel, éditions de l’Amitié-GT-Rageot, Paris, 1955.
- Yette Jeandet, La Cité sous le Lac, illustrations André Michel, Éditions Bias, coll. « Vastes Horizons », no 2, Paris, 1955.
- Contes et légendes de France, illustrations André Michel, éditions Fernand Nathan, Paris, 1956.
- Andersen, Contes d’Andersen, illustrations André Michel, éditions BIAS, Paris, 1957.
- Yette Jeandet, La Cité sous le lac, aquarelles d’André Michel, éditions BIAS, Paris, 1957.
- Germaine Guillemot-Magitot, Berlioz, illustrations André Michel, éditions de l’Amitié-GT-Rageot, Paris, 1958.
- Germaine Guillemot-Magitot, Beethoven, illustrations André Michel, éditions de l’Amitié-GT-Rageot, Paris, 1960.
- Germaine Guillemot-Magitot, Chopin, illustrations André Michel, éditions de l’Amitié-GT-Rageot, Paris, 1962.
- La Fontaine, Fables choisies, illustrations André Michel, éditions BIAS, Paris, 1962.